# Черёмушка (Зыряновский район)
Черёмушка (каз. Черёмушка) — упразднённое село в Зыряновском районе Восточно-Казахстанской области Казахстана. Входило в состав Берёзовского сельского округа. Ликвидировано в 200? г.

## Население
По данным переписи 1999 года в селе проживало 49 человек (25 мужчин и 24 женщины).